# Stéphane Richard
Stéphane Richard, född 24 augusti 1961 i Bordeaux, är en fransk entreprenör. Mellan 2011 och 2021 var han VD och president för det globala mobiltelefonnätet Orange.

## Karriär
Stéphane Richard är son till en gruvingenjör och sonson till en herde. Han föddes i Caudéran i departementet Gironde i Akvitanien i sydvästra Frankrike. Han studerade vid HEC Paris och vid École nationale d'administration i Strasbourg.
Richard tjänade sin förmögenhet genom att engagera sig i det belånade köpet av Nexity, ett fastighetsutvecklingsdotterbolag till Compagnie Générale des Eaux, gruppen han gick med år 1992.
Från 2007 till 2009 var Richard stabschef för Christine Lagarde som då var Frankrikes minister för ekonomi, industri och sysselsättning.
Richard började på Orange i september 2009 och blev vice verkställande direktör. Han utsågs till VD för Orange S.A. den 1 mars 2011. 2019 röstade Orange för att förnya sitt mandat. Richard krediteras för att ha förbättrat Orange intäkter och marknadsandelar på den franska telekommunikationsmarknaden och för att ha återställt förbindelserna med fackföreningar efter att en våg av självmord skakade företaget.
I slutet av 2021 meddelade Richard att han hade för avsikt att sitta kvar i sin position under en fjärde period efter att hans mandatperiod löpte ut i maj 2022. När han dömdes till ett års villkorligt fängelsestraff för bedrägeri i Frankrike, som inte var kopplat till företaget, meddelade han in sin avgång i november 2021.
I november 2021 dömdes han för medhjälp till bedrägeri och missbruk av offentliga medel i Crédit Lyonnais skiljeförfarande.

## Utmärkelser
Richard tilldelades hederslegionen 2006.